# Ivanjski Vrh, Cerkvenjak
Ivanjski Vrh je naselje v Občini Cerkvenjak.